# مسجد السلطانة زهرة
مسجد السلطانة زهرة (بالملايو: Tengku Tengah Zaharah masjid ) هو أول مسجد عائم حقيقي في ماليزيا، يقع المسجد في بحيرة كوالا ايباي بالقرب من مصب نهر كوالا ايباي، على بعد 4 كم من بلدة كوالا ترغكانو.

## البناء
بدأ بناء مسجد السلطانة زهره في عام 1993، وانتهى البناء في عام 1995، وافتتح المسجد رسميا في شهر يوليو من 1995، من قبل السلطان محمود المكتفي بالله شاه.

## العمارة
نجمع عمارة مسجد السلطانة زهره بين العمارة الحديثة وبين العمارة المغاربية، ودمج في بناء المسجد استخدام الرخام وخزف والفسيفساء وأعمال رصف البوميت، الهيكل الأبيض للمسجد يقع على مساحة ما يقرب من 5 فدان، ويمكن للمسجد أن تستوعب ما يصل من 2000 مصلي في وقت واحد.

## وصلات خارجية
- موقع مسجد السلطانة زهره في الخريطة
- البوم صور مسجد السلطانة زهره 1
- لبوم صور مسجد السلطانة زهره 2